# 加道坑
加道坑，是台灣南投縣魚池鄉的一個傳統地域名稱，位於該鄉北部偏東。相較於今日行政區，其範圍大致為共和村北部凸出部分。

## 歷史
台灣清治末期至日治初期，加道坑地區為一街庄，稱為「加道坑庄」，隸屬於五城堡。該庄北與珠仔山庄為鄰，東及南與蕃地為鄰，西邊為長藔庄、鹿蒿庄。
1901年（日治明治三十四年）11月，全台廢縣廳改設二十廳，該庄隸屬於南投廳。1903年（明治三十六年）6月，該庄編入「五城區」，隸屬於南投廳。1909年（明治四十二年）10月，合併二十廳為十二廳，五城區仍隸屬於南投廳。1920年（大正九年），全台地方制度大改正，廢十二廳改設五州二廳，該庄改制為「加道坑」大字，隸屬於臺中州新高郡魚池庄。
戰後魚池庄改制為魚池鄉，隸屬於臺中縣，大字亦改制為村。1950年10月，中、彰、投分治，魚池鄉改隸屬南投縣。

## 聚落
本地區發展較早的聚落為外加道坑，在日治期初期的官方地圖上已有記載。

## 交通
縣道131號（水尾巷）是埔里至水里的道路，大致以北北西—南南東走向轉北北東—南南西走向蜿蜒經過本地區東部。由該道路向北北西可前往珠子山東部邊界地帶、水頭、枇杷城、埔里等地；向南南西可前往長寮東部邊界地帶、木屐囒西部、長寮南端、大林、魚池市區、新城中部、山楂腳中南部、社子並止於水里聚落西北側的省道台16線路口暨鄉道投54線終點路口。
鄉道投69-1線是外加道至內加道的道路，其西北側端點位於外加道坑聚落的縣道131號路口。由此向東南出聚落並出境後蜿蜒而行，可前往鹽土坑、坪頂、中庄並止於鄉道投69線路口。

## 學校
- 共和國小